# Callinos
Callinos (en grec ancien Καλλῖνος / Kallĩnos) est un poète grec de la fin du VIIe siècle av. J.-C., considéré comme le père de la poésie élégiaque.

## Biographie
Sa vie est très mal connue. On sait qu'il est natif d'Éphèse. Pausanias place son apogée en 690 av. J.-C. et ajoute que ce poète attribuait  à Homère la Thébaïde, une épopée du Cycle thébain — si Pausanias a raison, il s'agit de la première mention connue du nom d'Homère. Selon Strabon, l'un des poèmes perdus de Callinos mentionne la prise de Sardes par les Cimmériens, laquelle peut être datée en -652 d'après les archives d'Assurbanipal.

## Œuvre
Son œuvre ne survit que par des citations de Stobée et Strabon. Seule l'une d'entre, préservée dans Stobée, a une longueur significative — 21 vers. Encore est-elle interrompue par une lacune : on ignore s'il s'agit de deux fragments séparés ou d'un unique fragment mutilé.
Comme chez Tyrtée, son contemporain, la poésie de Callinos est guerrière et patriotique. Il ne s'agit pas de faire revivre un passé mythique, comme dans l'épopée, mais d'évoquer le présent : les attaques de « l'armée des terribles Cimmériens » contre les cités d'Ionie. Dans son fragment le plus long, le poète interpelle les jeunes gens en les appelant à se battre, soulignant qu'« il est honorable, pour un brave, de combattre les ennemis, pour sa vie, pour ses enfants, pour sa légitime épouse. La mort viendra le jour décidé par les Parques. »